# Jardim Guandu
Jardim Guandu é um bairro da região de Marapicu, km 32 até km 39 da antiga Estrada Rio São Paulo município brasileiro de Nova Iguaçu.
O bairro é conhecido por suas ruas terem nomes de árvores, no entanto, sua taxa de arborização é mínina.

## Delimitação
054 – BAIRRO JARDIM GUANDÚ - Começa no ponto mais ao Norte do encontro da BR 465 – Antiga Estr. Rio-São Paulo com a Variante da Antiga Estr. Rio-São Paulo. O limite segue pela Variante da Antiga Estr. Rio-São Paulo (incluída) até a BR 465 – Antiga Estr. Rio-São Paulo, segue por esta (incluída) até ponto inicial desta descrição.